# Nati nel 1976/Agosto
| Questa pagina contiene informazioni ricavate automaticamente dalle voci biografiche con l'ausilio del template Bio e di un bot. L'aggiornamento è periodico e automatico e ricostruisce completamente la pagina. Se manca una persona in questa lista, sei pregato di non aggiungerla, ma accertati piuttosto che la sua voce biografica contenga il template Bio e che i dati anagrafici siano correttamente compilati. Se il template Bio manca, inseriscilo tu stesso o, in alternativa, metti l'avviso {{tmp\|Bio}} che ne segnala la mancanza. Se i dati riportati sono sbagliati, correggi direttamente la voce biografica; le modifiche saranno visibili in questa lista entro pochi giorni. Per chiarimenti vedi il progetto biografie. La lista contiene solo le 345 persone che sono citate nell'enciclopedia e per le quali è stato implementato correttamente il template Bio. Pagina aggiornata al 18 ago 2025. |

- 1º agosto - Iván Duque Márquez, avvocato e politico colombiano
- 1º agosto - Alexīs Falekas, allenatore di pallacanestro e ex cestista greco
- 1º agosto - Hasan Şaş, allenatore di calcio e ex calciatore turco
- 1º agosto - Don Hertzfeldt, animatore, scrittore e regista statunitense
- 1º agosto - Nwankwo Kanu, ex calciatore nigeriano
- 1º agosto - Liviu Dieter Nisipeanu, scacchista rumeno
- 1º agosto - Cristian Stoica, ex rugbista a 15 italiano
- 1º agosto - Gábor Torma, ex calciatore ungherese
- 1º agosto - Cristián Uribe, ex calciatore cileno
- 2 agosto - Matteo Bisiani, ex arciere italiano
- 2 agosto - Georgi Davidov, ex cestista e allenatore di pallacanestro bulgaro
- 2 agosto - Sébastien Desabre, allenatore di calcio e dirigente sportivo francese
- 2 agosto - Reyes Estévez, mezzofondista spagnolo
- 2 agosto - Rebecca Evans, politica gallese
- 2 agosto - Jay Heaps, dirigente sportivo, allenatore di calcio e ex calciatore statunitense
- 2 agosto - Leslie Leo, ex calciatore salomonese
- 2 agosto - Goran Lojo, allenatore di pallacanestro bosniaco
- 2 agosto - Francesco Vidotto, scrittore italiano
- 2 agosto - Michael Weiss, ex pattinatore artistico su ghiaccio statunitense
- 2 agosto - Kati Wilhelm, ex sciatrice nordica tedesca
- 2 agosto - Sam Worthington, attore australiano
- 3 agosto - Khamis Al-Zahrani, ex calciatore saudita
- 3 agosto - Hugh Allan, abate e presbitero inglese
- 3 agosto - Ryōko Horibe, ex cestista giapponese
- 3 agosto - Fredric Lundqvist, ex calciatore svedese
- 3 agosto - Kurt Niederstätter, ex snowboarder italiano
- 3 agosto - Pavel Pimienta, allenatore di pallavolo e ex pallavolista cubano
- 4 agosto - Marzia Fontana, attrice e conduttrice televisiva italiana
- 4 agosto - Paul Goldstein, ex tennista statunitense
- 4 agosto - Michael Hicks, allenatore di pallacanestro e ex cestista panamense
- 4 agosto - Nathan Johnson, musicista e compositore statunitense
- 4 agosto - Natalija Konrad, ex schermitrice ucraina
- 4 agosto - David Lewis, attore canadese
- 4 agosto - Hitomi Nabatame, doppiatrice giapponese
- 4 agosto - Marco Trentacoste, chitarrista, tastierista e produttore discografico italiano
- 4 agosto - Trevor Woodman, rugbista a 15, allenatore di rugby a 15 e commentatore televisivo britannico
- 5 agosto - Gábor Balogh, pentatleta ungherese
- 5 agosto - Napoleon Beazley, assassino statunitense († 2002)
- 5 agosto - Carlos Chilavert, ex giocatore di calcio a 5 e allenatore di calcio a 5 paraguaiano
- 5 agosto - Terry Cooke, allenatore di calcio e ex calciatore inglese
- 5 agosto - Jewel De'Nyle, ex attrice pornografica e regista statunitense
- 5 agosto - Vitalij Dzerbjanëŭ, sollevatore bielorusso († 2022)
- 5 agosto - Marlene Favela, attrice e modella messicana
- 5 agosto - Jeff Friesen, ex hockeista su ghiaccio canadese
- 5 agosto - Jenniffer González, politica portoricana
- 5 agosto - Lazaros Iakōvou, ex calciatore cipriota
- 5 agosto - Kənan Kərimov, ex calciatore azero
- 5 agosto - İsmayıl Məmmədov, ex calciatore azero
- 5 agosto - Asen Nikolov, ex calciatore bulgaro
- 5 agosto - Marians Pahars, allenatore di calcio e ex calciatore lettone
- 5 agosto - Olympia Scott, ex cestista e allenatrice di pallacanestro statunitense
- 5 agosto - Damir Skomina, ex arbitro di calcio sloveno
- 5 agosto - Eugen Trică, allenatore di calcio e ex calciatore rumeno
- 5 agosto - Stefano Vignaroli, politico italiano
- 5 agosto - Patrick Winqvist, allenatore di calcio svedese
- 6 agosto - Hassan Al-Otaibi, calciatore saudita
- 6 agosto - Kjersti Bjorn-Roli, ex sciatrice alpina statunitense
- 6 agosto - Roderick Blakney, ex cestista statunitense
- 6 agosto - Artëm Enin, calciatore russo († 2024)
- 6 agosto - Fabienne Feraez, ex velocista francese
- 6 agosto - André Florschütz, ex slittinista tedesco
- 6 agosto - Soleil Moon Frye, attrice statunitense
- 6 agosto - Riccardo Gazzaniga, scrittore e poliziotto italiano
- 6 agosto - Melissa George, attrice, modella e ex pattinatrice artistica a rotelle australiana
- 6 agosto - Travis Kalanick, imprenditore statunitense
- 6 agosto - Yoshihito Kinoshita, giocatore di football americano giapponese
- 6 agosto - John KillerBob, bassista italiano
- 6 agosto - Michael Regan, funzionario e politico statunitense
- 6 agosto - Josh Schwartz, sceneggiatore, regista e produttore televisivo statunitense
- 6 agosto - Fred Thomas, musicista statunitense
- 7 agosto - Simone Bendandi, allenatore di pallavolo, ex pallavolista e ex giocatore di beach volley italiano
- 7 agosto - Neisser Bent, ex nuotatore cubano
- 7 agosto - Nicolas Brusque, ex rugbista a 15 francese
- 7 agosto - Dīmītrios Eleutheropoulos, allenatore di calcio e ex calciatore greco
- 7 agosto - Shane Lechler, ex giocatore di football americano statunitense
- 7 agosto - Riccardo Magi, politico italiano
- 7 agosto - Karen Olivo, attrice e cantante statunitense
- 8 agosto - Abdullah Al-Karni, ex calciatore saudita
- 8 agosto - Horațiu Bădiță, nuotatore rumeno († 2014)
- 8 agosto - Alex Chalk, politico britannico
- 8 agosto - JC Chasez, cantante, produttore discografico e personaggio televisivo statunitense
- 8 agosto - Tawny Cypress, attrice statunitense
- 8 agosto - Olivier Monterrubio, ex calciatore francese
- 8 agosto - Antón Paz, velista spagnolo
- 8 agosto - Aleksandar Radojević, ex cestista bosniaco
- 8 agosto - Hans Erik Ramberg, ex calciatore norvegese
- 8 agosto - Kristian Sørli, ex calciatore e allenatore di calcio norvegese
- 8 agosto - Naoki Takahashi, ex calciatore giapponese
- 8 agosto - Nigél Thatch, attore statunitense
- 8 agosto - Stian Thomassen, ex calciatore norvegese
- 9 agosto - Jessica Capshaw, attrice statunitense
- 9 agosto - Joe Franchino, ex calciatore statunitense
- 9 agosto - Nawaf al-Hazmi, terrorista saudita († 2001)
- 9 agosto - Vincenzo Iacopino, dirigente sportivo e ex calciatore italiano
- 9 agosto - Rhona Mitra, attrice, modella e cantante britannica
- 9 agosto - Bekithemba Ndlovu, ex calciatore zimbabwese
- 9 agosto - Jelena Tanasković, politica serba
- 9 agosto - Audrey Tautou, attrice e modella francese
- 9 agosto - Rogier Wassen, ex tennista olandese
- 10 agosto - Joanna Bacalso, attrice filippina
- 10 agosto - Abdullah Bin Shehan, ex calciatore saudita
- 10 agosto - Antonio Calabro, allenatore di calcio e ex calciatore italiano
- 10 agosto - Giorgio Gorgone, allenatore di calcio e ex calciatore italiano
- 10 agosto - Sam Gyimah, politico britannico
- 10 agosto - Stacey Hayes, attrice britannica
- 10 agosto - J.R. Holden, ex cestista e dirigente sportivo statunitense
- 10 agosto - Roberto Holsen, ex calciatore peruviano
- 10 agosto - Jeon Hye-jin, attrice sudcoreana
- 10 agosto - Ruslans Mihaļčuks, ex calciatore lettone
- 10 agosto - Jorge Suarez, giocatore di calcio a 5 australiano
- 10 agosto - Amina Zaripova, ex ginnasta russa
- 10 agosto - Léonor de Récondo, scrittrice e violinista francese
- 11 agosto - Christ Bongo, ex calciatore congolese (Repubblica del Congo)
- 11 agosto - Elena Bresciani, ex sciatrice alpina italiana
- 11 agosto - Iván Córdoba, ex calciatore colombiano
- 11 agosto - Mathias Florén, ex calciatore svedese
- 11 agosto - Will Friedle, attore, comico e doppiatore statunitense
- 11 agosto - Ben Gibbard, musicista statunitense
- 11 agosto - Canko Hantov, pentatleta bulgaro
- 11 agosto - Erick Lindgren, giocatore di poker statunitense
- 11 agosto - Emiliano Marsili, pugile italiano
- 11 agosto - Federico Pedini Amati, politico sammarinese
- 11 agosto - Maik Petzold, triatleta tedesco
- 11 agosto - Andreas Raelert, triatleta tedesco
- 11 agosto - Hugo Miguel Fernandes Vieira, ex calciatore portoghese
- 11 agosto - Ľubomír Višňovský, ex hockeista su ghiaccio slovacco
- 11 agosto - Steve Wojciechowski, ex cestista e allenatore di pallacanestro statunitense
- 12 agosto - Manolo Jiménez Soria, ex calciatore andorrano
- 12 agosto - Yōichi Katō, allenatore di pallavolo e ex pallavolista giapponese
- 12 agosto - Paweł Kuczyński, artista polacco
- 12 agosto - Mikko Lindström, chitarrista e cantante finlandese
- 12 agosto - James Nanor, ex calciatore ghanese
- 12 agosto - Princeton Owusu-Ansah, ex calciatore ghanese
- 12 agosto - Gloriana Pellissier, scialpinista e fondista di corsa in montagna italiana
- 12 agosto - Lina Rafn, cantante danese
- 12 agosto - Édouard Salier, regista, designer e fotografo francese
- 12 agosto - Jorge Simão, allenatore di calcio e ex calciatore portoghese
- 12 agosto - Henry Tuilagi, rugbista a 15 samoano
- 12 agosto - Antoine Walker, ex cestista statunitense
- 12 agosto - Wednesday 13, cantante statunitense
- 13 agosto - Geno Carlisle, ex cestista statunitense
- 13 agosto - Federico Domínguez, ex calciatore argentino
- 13 agosto - Grégory Fitoussi, attore francese
- 13 agosto - Corina Hossmann, ex sciatrice alpina svizzera
- 13 agosto - Roman Jakovlev, ex pallavolista e allenatore di pallavolo ucraino
- 13 agosto - Nicolás Lapentti, ex tennista ecuadoriano
- 13 agosto - Ayman Nassef, ex giocatore di calcio a 5 egiziano
- 13 agosto - Art'owr Oskanyan, allenatore di calcio e ex calciatore armeno
- 13 agosto - Tat'jana Panova, ex tennista russa
- 13 agosto - Karl Taillepierre, triplista francese
- 13 agosto - Özge Özberk, attrice, regista e produttrice cinematografica turca
- 14 agosto - Marta Antonioli, ex sciatrice alpina italiana
- 14 agosto - Edy Cabrera, ex calciatore guatemalteco
- 14 agosto - Manuel Calvente, ex ciclista su strada spagnolo
- 14 agosto - Dmytro Deljatyc'kyj, generale ucraino
- 14 agosto - Fabrizio Donato, ex triplista e ex lunghista italiano
- 14 agosto - Naoki Hane, giocatore di go giapponese
- 14 agosto - Aretha Thurmond, discobola statunitense
- 14 agosto - Jerome Young, ex velocista statunitense
- 15 agosto - Abiy Ahmed Ali, politico e ex militare etiope
- 15 agosto - Simona Branchetti, giornalista e conduttrice televisiva italiana
- 15 agosto - Dmitrij Fofonov, dirigente sportivo, ex ciclista su strada e pistard kazako
- 15 agosto - Dante Poli, ex calciatore cileno
- 15 agosto - Marcel Strauss, ex ciclista su strada svizzero
- 15 agosto - Chieko Sugawara, schermitrice giapponese
- 15 agosto - Gerhard Unterluggauer, ex hockeista su ghiaccio austriaco
- 15 agosto - Boudewijn Zenden, allenatore di calcio e ex calciatore olandese
- 15 agosto - Juan de la Fuente, velista argentino
- 16 agosto - Brendan Cowell, attore e sceneggiatore australiano
- 16 agosto - Nuria Fernández, mezzofondista spagnola
- 16 agosto - Leah Haywood, cantautrice australiana
- 16 agosto - Aslan Iraskhanov, poliziotto e politico russo
- 17 agosto - Edson Cata, ex calciatore angolano
- 17 agosto - Natalie Gold, attrice statunitense
- 17 agosto - Ruth Kündig, ex sciatrice alpina svizzera
- 17 agosto - Carlos Newton, artista marziale misto canadese
- 17 agosto - Anders Rambekk, ex calciatore norvegese
- 17 agosto - Carmen Ranigler, ex snowboarder italiana
- 17 agosto - Marcin Urbaś, ex velocista polacco
- 18 agosto - Paraskeuas Antzas, ex calciatore greco
- 18 agosto - Octavia Blue, ex cestista e allenatrice di pallacanestro statunitense
- 18 agosto - Jon Busch, ex calciatore statunitense
- 18 agosto - Daphnée Duplaix Samuel, attrice e modella statunitense
- 18 agosto - Michael Greis, ex biatleta tedesco
- 18 agosto - Marek Jiras, ex canoista ceco
- 18 agosto - Boris Kupeckov, ex giocatore di calcio a 5 russo
- 18 agosto - Tom Malchow, ex nuotatore statunitense
- 18 agosto - Michaela Moua, ex cestista finlandese
- 18 agosto - Mario Muscat, ex calciatore maltese
- 18 agosto - Giovanna Negro, politica italiana
- 18 agosto - Juan Antonio Ramos, taekwondoka spagnolo
- 18 agosto - Amaya Valdemoro, ex cestista spagnola
- 18 agosto - Will Voigt, allenatore di pallacanestro statunitense
- 18 agosto - Bryan Volpenhein, ex canottiere statunitense
- 18 agosto - Lorna Woodroffe, ex tennista britannica
- 18 agosto - Vadim Zvjagincev, scacchista russo
- 19 agosto - David Bernier, schermidore portoricano
- 19 agosto - Régine Chassagne, musicista, polistrumentista e cantante canadese
- 19 agosto - Uroš Golubović, ex calciatore serbo
- 19 agosto - Amiran Kardanov, ex lottatore greco
- 19 agosto - Pablo Larraín, regista, sceneggiatore e produttore cinematografico cileno
- 19 agosto - Adriano Alex Taribello, ex calciatore italiano
- 19 agosto - Benoît Zwierzchiewski, maratoneta francese
- 20 agosto - Shereen Bhan, giornalista indiana
- 20 agosto - Alfredo Cardinale, allenatore di calcio e calciatore italiano
- 20 agosto - Anaïs Croze, cantante francese
- 20 agosto - Luis Cuenca, ex cestista messicano
- 20 agosto - Eleonora Daniele, giornalista e conduttrice televisiva italiana
- 20 agosto - Andrij Demčenko, allenatore di calcio e ex calciatore ucraino
- 20 agosto - Johan Driza, ex calciatore albanese
- 20 agosto - Chris Drury, ex hockeista su ghiaccio statunitense
- 20 agosto - Cornel Frăsineanu, ex calciatore rumeno
- 20 agosto - István Gergely, pallanuotista ungherese
- 20 agosto - Marco Giuliani, attore italiano
- 21 agosto - Jeff Cunningham, ex calciatore giamaicano
- 21 agosto - Emre Elivar, pianista turco
- 21 agosto - Liezel Huber, ex tennista sudafricana
- 21 agosto - Gillian O'Sullivan, ex marciatrice irlandese
- 21 agosto - Nathan Twaddle, canottiere neozelandese
- 21 agosto - Nikos Vertis, cantante e compositore greco
- 21 agosto - Slavi Žekov, ex calciatore bulgaro
- 22 agosto - Angelo Barrile, politico e medico svizzero
- 22 agosto - Daniel Frazer Bennett, arbitro di calcio sudafricano
- 22 agosto - Lía Borrero, modella panamense
- 22 agosto - Thorsten Flick, ex calciatore tedesco
- 22 agosto - Semën Kolobaev, ex slittinista russo
- 22 agosto - György Korsós, ex calciatore ungherese
- 22 agosto - Mara Lapia, politica italiana
- 22 agosto - Federico Magallanes, ex calciatore uruguaiano
- 22 agosto - Marlies Oester, ex sciatrice alpina svizzera
- 22 agosto - Julio César Pinheiro, ex calciatore brasiliano
- 22 agosto - Nick Sheppard, ex cestista statunitense
- 22 agosto - Olena Tatarkova, ex tennista ucraina
- 23 agosto - Giuseppe Anastasi, cantautore italiano
- 23 agosto - Simone Bossi, ex politico italiano
- 23 agosto - Scott Caan, attore, sceneggiatore e regista statunitense
- 23 agosto - LaTasha Colander, ex velocista e ostacolista statunitense
- 23 agosto - Bartal Eliasen, ex calciatore faroese
- 23 agosto - Pat Garrity, ex cestista e dirigente sportivo statunitense
- 23 agosto - Jafar Irismetov, ex calciatore uzbeko
- 23 agosto - Dai Koyamada, arrampicatore giapponese
- 23 agosto - Kate Markgraf, allenatrice di calcio e ex calciatrice statunitense
- 23 agosto - Nu:Tone, musicista e produttore discografico britannico
- 24 agosto - Simon Dennis, ex canottiere britannico
- 24 agosto - Jorge Ferrío, ex ciclista su strada spagnolo
- 24 agosto - Leandro Melino Gomes, ex calciatore brasiliano
- 24 agosto - William Machado de Oliveira, ex calciatore brasiliano
- 24 agosto - Alex O'Loughlin, attore e produttore cinematografico australiano
- 24 agosto - Nordin Wooter, ex calciatore olandese
- 24 agosto - Yang Yang, ex pattinatrice di short track cinese
- 25 agosto - Haidar Abdul-Jabar, ex calciatore iracheno
- 25 agosto - Koji Arimura, ex calciatore giapponese
- 25 agosto - Chantal Beltman, ex ciclista su strada olandese
- 25 agosto - Fabijan Cipot, ex calciatore sloveno
- 25 agosto - Jan Delay, rapper, cantautore e produttore discografico tedesco
- 25 agosto - Pedro Feliciano, giocatore di baseball portoricano († 2021)
- 25 agosto - Cornell Green, ex giocatore di football americano statunitense
- 25 agosto - Luis Guifarro, calciatore honduregno
- 25 agosto - Damon Jones, ex cestista e allenatore di pallacanestro statunitense
- 25 agosto - Tomáš Kuchař, ex calciatore ceco
- 25 agosto - Céline Lebrun, ex judoka francese
- 25 agosto - Sam Mackinnon, ex cestista australiano
- 25 agosto - Damjan Ošlaj, ex calciatore sloveno
- 25 agosto - Fabio Rondanini, polistrumentista, compositore e arrangiatore italiano
- 25 agosto - Alexander Skarsgård, attore svedese
- 25 agosto - Serdar Topraktepe, allenatore di calcio e ex calciatore turco
- 25 agosto - Luca Vigiani, allenatore di calcio e ex calciatore italiano
- 25 agosto - Neil Winstanley, ex calciatore sudafricano
- 26 agosto - Mike Colter, attore statunitense
- 26 agosto - Therese Crawford, ex pallavolista statunitense
- 26 agosto - Denyse Floreano, modella venezuelana
- 26 agosto - Chie Hayakawa, regista e sceneggiatrice giapponese
- 26 agosto - Justin Lamoureux, ex snowboarder canadese
- 26 agosto - Michael McGrath, politico irlandese
- 26 agosto - Ninrod Medina, ex calciatore honduregno
- 26 agosto - Amaia Montero, cantautrice spagnola
- 26 agosto - Joseph Owona, ex cestista camerunese
- 26 agosto - Nevio Pizzolitto, ex calciatore canadese
- 26 agosto - David Preece, ex calciatore inglese
- 26 agosto - Zemfira, cantautrice, musicista e compositrice russa
- 26 agosto - Carey Talley, ex calciatore statunitense
- 26 agosto - Sébastien Vieilledent, canottiere francese
- 27 agosto - Dario Baccin, dirigente sportivo e ex calciatore italiano
- 27 agosto - Ivan Benito, ex calciatore svizzero
- 27 agosto - Sarah Chalke, attrice canadese
- 27 agosto - Nuno Delgado, ex judoka portoghese
- 27 agosto - Markus Kleinheinz, ex slittinista austriaco
- 27 agosto - Gautam Malkani, giornalista e scrittore britannico
- 27 agosto - Carlos Moyá, allenatore di tennis e ex tennista spagnolo
- 27 agosto - Guillaume Peltier, politico francese
- 27 agosto - Benoît Poilvet, ex ciclista su strada francese
- 27 agosto - Nerijus Radžius, ex calciatore lituano
- 27 agosto - Frankie Sheahan, ex rugbista a 15, imprenditore e giornalista irlandese
- 27 agosto - Gustavo Silva, giocatore di calcio a 5 uruguaiano
- 27 agosto - John Stegeman, allenatore di calcio e ex calciatore olandese
- 27 agosto - Hajnalka Tóth, schermitrice ungherese
- 27 agosto - Francesco Venditti, attore e doppiatore italiano
- 27 agosto - Mark Webber, ex pilota automobilistico australiano
- 27 agosto - Ysrael Zúñiga, ex calciatore peruviano
- 28 agosto - Duilio Collutiis, scacchista italiano
- 28 agosto - Gianluca Durante, ex pallavolista italiano
- 28 agosto - Gillian Foster, ex calciatrice australiana
- 28 agosto - Massimiliano Guidetti, allenatore di calcio e ex calciatore italiano
- 28 agosto - Charlie Hore, ex rugbista a 15 neozelandese
- 28 agosto - Tujiko Noriko, cantante e compositrice giapponese
- 28 agosto - Håvard Sakariassen, ex calciatore norvegese
- 28 agosto - Sabrina Scampini, giornalista e conduttrice televisiva italiana
- 28 agosto - Tyree Washington, ex velocista statunitense
- 28 agosto - Anna Zimerle, ex cestista italiana
- 29 agosto - Zoltán Almási, scacchista ungherese
- 29 agosto - Michael Blackwood, ex velocista giamaicano
- 29 agosto - Eva Crosetta, conduttrice televisiva e autrice televisiva italiana
- 29 agosto - Paolo Diana, pilota automobilistico sammarinese
- 29 agosto - Giōrgos Kalaitzīs, ex cestista greco
- 29 agosto - Mieko Kawakami, scrittrice, poetessa e cantante giapponese
- 29 agosto - Pablo Mastroeni, allenatore di calcio, dirigente sportivo e ex calciatore argentino
- 29 agosto - Ronald Sibanda, ex calciatore zimbabwese
- 29 agosto - Jon Dahl Tomasson, allenatore di calcio e ex calciatore danese
- 29 agosto - Carlos Wilfredo Vilches, pugile argentino
- 29 agosto - Nobuhiro Yamashita, regista, sceneggiatore e attore giapponese
- 30 agosto - Gabriel Aubry, supermodello canadese
- 30 agosto - Stephen Carr, ex calciatore irlandese
- 30 agosto - Gianpaolo Castorina, allenatore di calcio e ex calciatore italiano
- 30 agosto - Cristian Gonzáles, ex calciatore uruguaiano
- 30 agosto - Aleksandrs Lobaņovs, ex calciatore lettone
- 30 agosto - Lu Li, ex ginnasta cinese
- 30 agosto - Stéphane Masala, allenatore di calcio e ex calciatore francese
- 30 agosto - Sarah-Jane Potts, attrice britannica
- 30 agosto - Víctor Rivera, allenatore di pallavolo e ex pallavolista portoricano
- 30 agosto - Chitrangada Singh, ex modella e attrice indiana
- 30 agosto - Aiša Suljanović, ex cestista bosniaca
- 30 agosto - Mira Sunnari, cantante finlandese
- 30 agosto - Wang Jung-hyun, ex calciatore sudcoreano
- 31 agosto - Vincent Delerm, cantautore e arrangiatore francese
- 31 agosto - Shar Jackson, attrice statunitense
- 31 agosto - Constance Mantey, ex calciatore ghanese
- 31 agosto - Radek Martínek, ex hockeista su ghiaccio ceco
- 31 agosto - Lazarus Muhoni, ex calciatore zimbabwese
- 31 agosto - Minna Nieminen, canottiera finlandese
- 31 agosto - Ah Niu, cantante, compositore e attore malaysiano
- 31 agosto - Sophie Quinton, attrice francese
- 31 agosto - Roque Júnior, allenatore di calcio e ex calciatore brasiliano
- 31 agosto - Jens Sjögren, attore, regista e conduttore televisivo svedese
- 31 agosto - Marlin Stutzman, politico statunitense
- 31 agosto - Bjarni Óskar Þorsteinsson, ex calciatore islandese